# 錫爾貝湖 (特雷弗爾施泰因)
49°24′43″N 12°35′55″E / 49.411839°N 12.598651°E

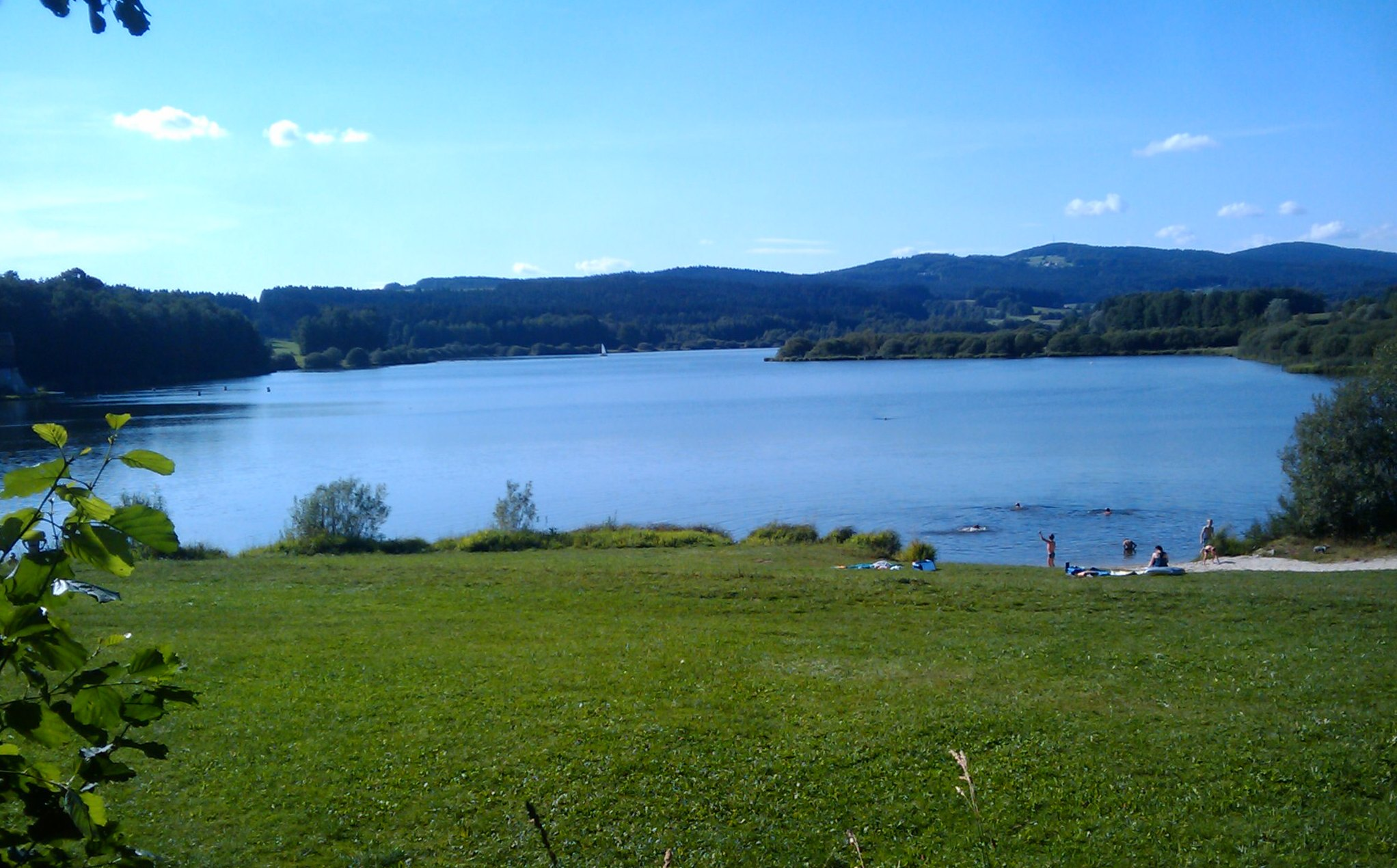

錫爾貝湖（德語：Silbersee），是德國的水庫，位於該國東南部，由巴伐利亞州負責管轄，處於特雷弗爾施泰因附近，落成於1968年，長1.5公里、寬0.2公里，面積0.55平方公里，水體容量566萬立方米。